# Les Arènes
Les Arènes és un quadre de Vincent van Gogh pintat a Arle, el novembre o desembre de 1888, durant el període en què Paul Gauguin estava vivint amb ell a la Casa groga. L'època de corregudes de toros a Arle va començar aquell any el Diumenge de Pasqua (l'1 d'abril) i va acabar el 21 d'octubre. El quadre de Van Gogh no és, doncs, fet al moment, sinó a pintat de memòria. Gauguin va motivar Van Gogh que treballés a l'estudi d'aquesta manera. Pot ser que el quadre sigui inacabat, ja que la capa de pintura és molt fina i es mostren pegats de jute nu en alguns llocs.
Sembla que membres de la família Roulin (presents en altres obres del mateix autor) surten en aquest quadre, i la dona del vestit típic d'Arle té el perfil de Madame Ginoux.
Unes setmanes després de pintar aquest llenç, pel Nadal de 1888, Van Gogh es va tallar part de la seva pròpia orella. Una de les moltes teories sobre aquest notori incident és que les curses de braus (o "jocs de toros" com se les anomena a Arle) van causar una gran impressió a Van Gogh, en particular el costum de tallar una orella d'un toro derrotat. El torero victoriós volta a la plaça mostrant aquest premi a la multitud, abans de presentar a una dama de la seva elecció. Hi ha dubtes de si els toros eren matats seguint aquesta moda a Arle a l'època de Vincent van Gogh.